# Sićevo (Niška Banja)
Sićevo (em cirílico: Сићево) é uma vila da Sérvia localizada no município de Niška Banja, pertencente ao distrito de Nišava, na região de Ponišavlje. A sua população era de 737 habitantes segundo o censo de 2011.

## Demografia
| 1948 | 1953 | 1961 | 1971 | 1981 | 1991 | 2002 | 2011 |
| ---- | ---- | ---- | ---- | ---- | ---- | ---- | ---- |
| 1361 | 1368 | 1389 | 1268 | 1093 | 1012 | 1007 | 737  |